# Gunborg Hancock
Gunborg Marita Hancock, geborene Westling (* 20. April 1912 in Helsinki; † 16. Oktober 2024 in Stockholm), war eine in Finnland geborene schwedische Supercentenarian. Sie war vom 9. April 2022 bis zu ihrem Tod die älteste in Schweden lebende Person.

## Leben
Gunborg Hancock wuchs als Tochter des Seglers Georg Westling (1879–1930) und dessen Frau Elin Dagmar Lundblad (1875–1963) in Helsinki auf. Sie hatte zwei ältere Schwestern, Malin (1908–1967) und Asta (1910–1977). Ihre Mutter hatte jüdische Vorfahren. Nach ihrem Schulabschluss absolvierte sie ab 1929 eine Ausbildung zur Lithografin. In diesem Beruf war sie mehr als vier Jahrzehnte lang tätig, bis sie Mitte der 1970er-Jahre in den Ruhestand ging.
Im Jahr 1937 heiratete sie den bei der Marine tätigen Georg Londen (* 1910). Die Ehe blieb kinderlos. Ihr Mann kam Anfang des Jahres 1940 als Soldat im Winterkrieg ums Leben. 1944 flüchtete sie während des Zweiten Weltkrieges mit ihrer Familie von Finnland nach Schweden, wo sie in Stockholm eine neue Heimat fanden. Kurz nach Ende des Krieges heiratete sie im Sommer 1945 den schwedischen Keramiker Robert Hancock (1912–1993). Diese Ehe blieb ebenfalls kinderlos. Das Ehepaar zog Ende der 1940er-Jahre aus beruflichen Gründen zunächst nach Paris und einige Jahre später nach London. Nach der Scheidung kehrte sie im Jahr 1959 alleine wieder nach Stockholm zurück, wo sie dann bis zu ihrem Tod wohnte. Bis zu ihrem 105. Lebensjahr lebte sie in ihrer Wohnung und führte ihren Haushalt weitgehend eigenständig. Ende des Jahres 2017 zog sie in eine Seniorenresidenz.
Nach dem Tod der Schwedin Flarid Lagerlund am 9. April 2022 im Alter von 112 Jahren war Hancock die älteste in Schweden lebende Person. Mit ihrem 110. Geburtstag am 20. April 2022 wurde Hancock zur Supercentenarian. Nach dem Tod der Finnin Astrid Qvist am 18. Juli 2022 im Alter von 110 Jahren war Hancock auch die älteste lebende Person in ganz Skandinavien.
Gunborg Hancock starb am 16. Oktober 2024 im Alter von 112 Jahren und 179 Tagen (insgesamt 41.087 Tage).